# Dandougou Fakala
Dandougou Fakala è un comune rurale del Mali facente parte del circondario di Djenné, nella regione di Mopti.